# Lozanella
Lozanella, maleni biljni rod iz porodice konopljovki raširen po Srednjoj i Južnoj Americi, od Meksika do Venezuele i Perua. Postoji dvije priznate vrste

## Vrste
1. Lozanella enantiophylla (Donn.Sm.) Killip & C.V.Morton
2. Lozanella permollis Killip & C.V.Morton